# Dos torres y rey contra rey
El mate de rey y dos torres contra rey es muy sencillo, tanto que casi no merece la pena explicarlo, ya que cualquier jugador, por poco que sepa, sería capaz de dar mate tarde o temprano; no obstante, y en aras de un aprendizaje sólido, conviene, sobre todo a los niños, comenzar a reflexionar sobre las jugadas en ajedrez con este mate. 
Existe dos formas de dar mate con dos torres y rey contra rey. La primera nos enseña la necesidad de quitar de las amenazas las piezas que tenemos atacadas, y además, a no poner nuestras piezas en casillas amenazadas. La segunda nos enseña el concepto de jugada en espera.
|       |    |    |    |       |    |    |       |    |  |
|       | a8 | b8 | c8 | d8    | e8 | f8 | g8    | h8 |  |
| a7    | b7 | c7 | d7 | e7    | f7 | g7 | h7    |    |  |
| a6    | b6 | c6 | d6 | e6    | f6 | g6 | h6    |    |  |
| a5    | b5 | c5 | d5 | e5    | f5 | g5 | h5    |    |  |
| a4    | b4 | c4 | d4 | e4 kd | f4 | g4 | h4    |    |  |
| a3    | b3 | c3 | d3 | e3    | f3 | g3 | h3    |    |  |
| a2    | b2 | c2 | d2 | e2    | f2 | g2 | h2    |    |  |
| a1 rl | b1 | c1 | d1 | e1 kl | f1 | g1 | h1 rl |    |  |
|       |    |    |    |       |    |    |       |    |  |

|    |    |    |       |       |    |       |    |       |  |
|    | a8 | b8 | c8 kd | d8    | e8 | f8    | g8 | h8 rl |  |
| a7 | b7 | c7 | d7    | e7    | f7 | g7 rl | h7 |       |  |
| a6 | b6 | c6 | d6    | e6    | f6 | g6    | h6 |       |  |
| a5 | b5 | c5 | d5    | e5    | f5 | g5    | h5 |       |  |
| a4 | b4 | c4 | d4    | e4    | f4 | g4    | h4 |       |  |
| a3 | b3 | c3 | d3    | e3    | f3 | g3    | h3 |       |  |
| a2 | b2 | c2 | d2    | e2    | f2 | g2    | h2 |       |  |
| a1 | b1 | c1 | d1    | e1 kl | f1 | g1    | h1 |       |  |
|    |    |    |       |       |    |       |    |       |  |

## Primera forma: Mate escalera
Esta primera forma de dar mate con dos torres y rey contra rey es la básica. También se denomina mate escalera. 
En la posición del diagrama 1 lo primero que hacemos en cortar el paso al rey colocando la torre en la fila que está justo delante de la fila en la que está el rey enemigo. 
1.Ta3...

Con esta jugada hemos conseguido el primero de nuestros propósitos.

1.... Rf4

Para no perder rápidamente, el rey trata de seguir en la misma fila, y acercarse a una de las torres. De retirarse una fila, las blancas aprovecharían para cortar otra fila más, y así a 1.... Re5 2. Ta4 etc.

2.Th4+...

Con este jaque (Diagrama 3) el rey no tiene más remedio que retrasarse una fila.

2.... Rg5

Ahora el rey amenaza con capturar la torre de h4; para evitarlo la torre va a cambiar de flanco.

3.Tb4...

La torre se coloca así (Diagrama 4), de tal manera que no entorpezca la acción de la otra torre, como sucedería si hubiese jugado 3.Ta4. De esta manera las dos torres, combinadas, van a cortar el tablero al rey en cada jugada; usando las filas como si fueran peldaños de una escalera y los subieran de uno en uno, siempre con la torre que está atrás, como si fuera la pierna que está en el peldaño inferior la se sube el superior.

3.... Rf5

4.Ta5+ Re6

5.Tb6+ Rd7

6.Ta7+ Rc8

(Diagrama 5) Hemos subido la escalera y al rey negro sólo le queda la última fila para jugar, no puede ir más atrás, pero si ahora las blancas jugaran 7.Tb8 perderían la torre por 7.... Rxb8. Para evitar esto las torres van a volver a cambiar de flanco.

7.Th6 Rb8

Igual que en la anterior.

8.Tg7 Rc8

y ahora es inevitable.

9.Th8++

El rey en la última fila, una torre en la fila anterior y la otra dando mate por el lateral (Diagrama 2).
Como excepción, en este mate no interviene el rey.
|       |    |    |    |       |       |    |       |    |  |
|       | a8 | b8 | c8 | d8    | e8    | f8 | g8    | h8 |  |
| a7    | b7 | c7 | d7 | e7    | f7    | g7 | h7    |    |  |
| a6    | b6 | c6 | d6 | e6    | f6    | g6 | h6    |    |  |
| a5    | b5 | c5 | d5 | e5    | f5    | g5 | h5    |    |  |
| a4    | b4 | c4 | d4 | e4    | f4 kd | g4 | h4 rl |    |  |
| a3 rl | b3 | c3 | d3 | e3    | f3    | g3 | h3    |    |  |
| a2    | b2 | c2 | d2 | e2    | f2    | g2 | h2    |    |  |
| a1    | b1 | c1 | d1 | e1 kl | f1    | g1 | h1    |    |  |
|       |    |    |    |       |       |    |       |    |  |

|       |       |    |    |       |    |       |    |    |  |
|       | a8    | b8 | c8 | d8    | e8 | f8    | g8 | h8 |  |
| a7    | b7    | c7 | d7 | e7    | f7 | g7    | h7 |    |  |
| a6    | b6    | c6 | d6 | e6    | f6 | g6    | h6 |    |  |
| a5    | b5    | c5 | d5 | e5    | f5 | g5 kd | h5 |    |  |
| a4    | b4 rl | c4 | d4 | e4    | f4 | g4    | h4 |    |  |
| a3 rl | b3    | c3 | d3 | e3    | f3 | g3    | h3 |    |  |
| a2    | b2    | c2 | d2 | e2    | f2 | g2    | h2 |    |  |
| a1    | b1    | c1 | d1 | e1 kl | f1 | g1    | h1 |    |  |
|       |       |    |    |       |    |       |    |    |  |

|       |       |    |       |       |    |    |    |    |  |
|       | a8    | b8 | c8 kd | d8    | e8 | f8 | g8 | h8 |  |
| a7 rl | b7    | c7 | d7    | e7    | f7 | g7 | h7 |    |  |
| a6    | b6 rl | c6 | d6    | e6    | f6 | g6 | h6 |    |  |
| a5    | b5    | c5 | d5    | e5    | f5 | g5 | h5 |    |  |
| a4    | b4    | c4 | d4    | e4    | f4 | g4 | h4 |    |  |
| a3    | b3    | c3 | d3    | e3    | f3 | g3 | h3 |    |  |
| a2    | b2    | c2 | d2    | e2    | f2 | g2 | h2 |    |  |
| a1    | b1    | c1 | d1    | e1 kl | f1 | g1 | h1 |    |  |
|       |       |    |       |       |    |    |    |    |  |

## Segunda forma: Mate sin cambio de flanco
Esta segunda forma de dar mate tiene una condición: las torres no pueden salir de las columnas en las que están; de esta manera las torres no pueden cambiar de flanco, como en el método anterior. 
En la posición del diagrama 1 comenzamos exactamente igual: lo primero que hacemos en cortar el paso al rey colocando la torre en la fila que está justo delante de la fila en la que está el rey enemigo. 
1.Ta3...

Con esta jugada hemos conseguido el primero de nuestros propósitos.

1.... Rf4

Para no perder rápidamente, el rey trata de seguir en la misma fila, y acercarse a una de las torres. De retirarse una fila, las blancas aprovecharían para cortar otra fila más, y así a 1.... Re5 2. Ta4 etc.

2.Th4+...

Con este jaque el rey no tiene más remedio que retrasarse una fila.

2.... Rg5

Ahora el rey amenaza con comerse la torre de h4; para evitarlo, y como no puede cambiar de flanco, con la otra torre defendemos la nuestra.

3.Taa4...

Con esta jugada (Diagrama 6) no sólo defendemos la torre, sino que esperamos a que el rey mueva. No puede mover a la columna h. Si se empeña en mantenerse en la columna g sólo lo puede hacer retrasándose, y entonces, con la torre de la columna a, vamos cortándole el tablero hasta la última fila. Ta5, Ta6, Ta7 y se produciría el mate como en el ejemplo.

3.... Rf5

Para mantenerse en la misma fila (Diagrama 7); pero entonces...

4.Th5+...
...otra fila menos.

4.... Rg6

5.Taa5 Rf6

6.Th6+ Rg7

7.Taa6 Rf7

8.Th7+ Rg8

9.Taa7 Rf8

y el mate es inevitable.

10.Th8++

Diagrama 8
|       |    |    |    |       |    |       |       |    |  |
|       | a8 | b8 | c8 | d8    | e8 | f8    | g8    | h8 |  |
| a7    | b7 | c7 | d7 | e7    | f7 | g7    | h7    |    |  |
| a6    | b6 | c6 | d6 | e6    | f6 | g6    | h6    |    |  |
| a5    | b5 | c5 | d5 | e5    | f5 | g5 kd | h5    |    |  |
| a4 rl | b4 | c4 | d4 | e4    | f4 | g4    | h4 rl |    |  |
| a3    | b3 | c3 | d3 | e3    | f3 | g3    | h3    |    |  |
| a2    | b2 | c2 | d2 | e2    | f2 | g2    | h2    |    |  |
| a1    | b1 | c1 | d1 | e1 kl | f1 | g1    | h1    |    |  |
|       |    |    |    |       |    |       |       |    |  |

|       |    |    |    |       |       |    |       |    |  |
|       | a8 | b8 | c8 | d8    | e8    | f8 | g8    | h8 |  |
| a7    | b7 | c7 | d7 | e7    | f7    | g7 | h7    |    |  |
| a6    | b6 | c6 | d6 | e6    | f6    | g6 | h6    |    |  |
| a5    | b5 | c5 | d5 | e5    | f5 kd | g5 | h5    |    |  |
| a4 rl | b4 | c4 | d4 | e4    | f4    | g4 | h4 rl |    |  |
| a3    | b3 | c3 | d3 | e3    | f3    | g3 | h3    |    |  |
| a2    | b2 | c2 | d2 | e2    | f2    | g2 | h2    |    |  |
| a1    | b1 | c1 | d1 | e1 kl | f1    | g1 | h1    |    |  |
|       |    |    |    |       |       |    |       |    |  |

|       |    |    |    |       |    |       |    |       |  |
|       | a8 | b8 | c8 | d8    | e8 | f8 kd | g8 | h8 rl |  |
| a7 rl | b7 | c7 | d7 | e7    | f7 | g7    | h7 |       |  |
| a6    | b6 | c6 | d6 | e6    | f6 | g6    | h6 |       |  |
| a5    | b5 | c5 | d5 | e5    | f5 | g5    | h5 |       |  |
| a4    | b4 | c4 | d4 | e4    | f4 | g4    | h4 |       |  |
| a3    | b3 | c3 | d3 | e3    | f3 | g3    | h3 |       |  |
| a2    | b2 | c2 | d2 | e2    | f2 | g2    | h2 |       |  |
| a1    | b1 | c1 | d1 | e1 kl | f1 | g1    | h1 |       |  |
|       |    |    |    |       |    |       |    |       |  |